# 이기현 (1993년)
이기현(1993년 12월 16일~ )은 대한민국의 축구 선수이다. 포지션은 골키퍼이다. 현재 화성 FC 소속이다.

## 클럽 경력
동국대학교에 재학 중이던 이기현은 부천 FC 1995와의 프로계약을 통해 2015시즌부터 K리그에 뛰게 되었다. 2015년 부천의 개막전인 대구 FC전에서 프로 데뷔전을 치렀다. 이후 신인임에도 12경기에 출전하면서 성공적인 데뷔시즌을 보냈다.
2016시즌을 앞두고 경남 FC로 이적했다. 경남에서 5경기에 출전했다.
2017시즌을 앞두고 K리그 클래식의 제주 유나이티드로 이적했다. 하지만 주전 경쟁에 실패해 한 경기도 출전하지 못했다.
2018시즌을 앞두고 자신의 프로 데뷔팀인 부천 FC 1995로 이적했다. 하지만 최철원 선수에게 주전 자리를 내주며 서브 골키퍼로 시즌을 보냈으며 리그에서 2경기에 출전했다.
2019시즌을 앞두고 같은 팀의 장순혁과 함께 아산 무궁화 FC로 이적했다.

## 국가대표팀 경력
2012년 AFC U-19 챔피언십 본선 멤버로 참여했다.